# Linda Morais
Linda Morais (ur. 31 lipca 1993) – kanadyjska zapaśniczka walcząca w stylu wolnym. Olimpijka z Paryża 2024, gdzie zajęła czternaste miejsce w kategorii do 68 kg. Złota medalistka mistrzostw świata w 2019; brązowa w 2016 i 2022 roku.
Wicemistrzyni mistrzostw panamerykańskich w 2021, a także igrzysk wspólnoty narodów w 2022 i igrzysk frankofońskich w 2013 i 2017. Akademicka mistrzyni świata w 2016 i 2018. Mistrzyni Wspólnoty Narodów w 2016 roku.